# Фосфат празеодима
Фосфат празеодима — неорганическое соединение, 
соль металла празеодима и ортофосфорной кислоты
с формулой PrPO4,
светло-зелёные кристаллы,
образует кристаллогидраты.

## Получение
- Прокаливание оксида празеодима с гидрофосфатом аммония:

{\displaystyle {\mathsf {Pr_{2}O_{3}+2(NH_{4})_{2}HPO_{4}\ {\xrightarrow {T}}\ 2PrPO_{4}+4NH_{3}+3H_{2}O}}}

## Физические свойства
Фосфат празеодима образует светло-зелёные кристаллы
моноклинная сингония,
пространственная группа P 21/n,
параметры ячейки a = 0,676 нм, b = 0,695 нм, c = 0,641 нм, β = 103,25°, Z = 4
.
Образует кристаллогидрат состава PrPO4•n H2O, где n < ½, светло-зелёные кристаллы
гексагональной сингония,
пространственная группа P 6222,
параметры ячейки a = 0,700 нм, c = 0,643 нм, Z = 3
.